# Lycosa gibsoni
Lycosa gibsoni är en spindelart som beskrevs av McKay 1979. Lycosa gibsoni ingår i släktet Lycosa och familjen vargspindlar.
Artens utbredningsområde är Western Australia. Inga underarter finns listade i Catalogue of Life.